# Marita Camacho Quirós
Marita del Carmen Camacho Quirós (San Ramón, 10 marzo 1911 – Escazú, 20 giugno 2025) è stata una first lady della Costa Rica, nonché una supercentenaria e la persona costaricana più longeva di sempre la cui età sia stata verificata.

## Biografia
Marita Camacho Quirós nacque a San Ramón, nella provincia costaricana di Alajuela, il 10 marzo 1911, settima figlia di Salustio Camacho e Zeneida Quirós, contadini.
Nella vicina città di Naranjo de Alajuela sposò l'imprenditore e politico Francisco Orlich Bolmarcich, il 16 aprile 1932; la coppia ebbe due figli, Francisco e Mauricio Orlich Camacho.
L'8 maggio 1962, con l'elezione del marito a presidente della Costa Rica e il successivo insediamento, Camacho Quirós divenne la first lady del Paese, rimanendo tale fino all'8 maggio 1966, quando José Joaquín Trejos Fernández succedette a Orlich e la moglie del primo, Clara Fonseca Guardia, divenne la nuova first lady.
Durante il mandato presidenziale del marito, Camacho Quirós lavorò molto per i bambini: promosse la costruzione di orfanotrofi, scuole elementari, mense scolastiche e centri sociali per l'infanzia. In particolare, incoraggiò la costruzione di un orfanotrofio a San José e la creazione, nel 1964, dell'Ospedale Nazionale Pediatrico (Hospital Nacional de Niños).
Marita Camacho Quirós fece molti viaggi istituzionali con Francisco Orlich Bolmarcich durante il mandato da presidente di quest'ultimo; la coppia incontrò, tra gli altri, Papa Giovanni XXIII, Francisco Franco e i presidenti degli Stati Uniti John Fitzgerald Kennedy e Lyndon B. Johnson.
L'opinione pubblica fu generalmente elogiativa nei confronti di Francisco Orlich e di sua moglie; il politico, in particolare, fu apprezzato per aver stabilizzato la Costa Rica sul piano socio-politico durante la crisi dei missili di Cuba dell'ottobre 1962.
Il politico e saggista Daniel Oduber Quirós era cugino di secondo grado di Marita Camacho Quirós.

## Traguardi di longevità
Il 10 marzo 2021 Marita Camacho Quirós compì 110 anni, diventando supercentenaria; la sua età è stata verificata dal Gerontology Research Group e dall'associazione di ricerca gerontologica LongeviQuest. La donna risulta la persona costaricana più longeva di sempre, la cui età sia stata accertata. Si tratta inoltre dell'ex first lady più longeva di sempre a livello mondiale.